# エッシェルブロン
エッシェルブロン (ドイツ語: Eschelbronn) は、ドイツ連邦共和国バーデン＝ヴュルテンベルク州ライン＝ネッカー郡に属す町村（以下、本項では便宜上「町」と記述する）。この地域は、家具製造や販売の企業が多く、古くから家具職人の町として知られている。

## 地理

### 位置
エッシェルブロンは、ネッカータール＝オーデンヴァルト自然公園内クライヒガウ北部の標高150mから265mに位置する。ハイデルベルクの南東約5kmにあたり、面積は823.54haである。

### 地質と環境
最高地点はガルゲンベルクで、海抜264.9mである。町の中心部と新興住宅地の間をシュヴァルツバッハ川が流れている。エッシェルブロンの北東に、1977年以降閉鎖されたカレンベルク採石場が設けられていた。
1971年から1975年の採掘により、シュロスゼーという池ができあがり、エッシェルブロン・スポーツフィッシング協会が設立された。この協会は、シュロスゼーの他にもエプフェンバッハ川やカレンベルクゼーの釣魚権を有しており、また周辺水域の保護活動も行っている。
キルヒガウ北部で最初の自然・環境保護組織は1983年に設立された Bund für Umwelt und Naturschutz Deutschland（ドイツ環境および自然保護連盟）である。1984年に、そのエッシェルブロン地域グループが発足した。このグループはエッシェルブロンの農業問題とカレンベルクの保護運動に特化した活動を行っている。現在、こうした問題は、Bürgerinitiative für Umweltschutz Kultur- und Heimatpflege が取り扱っている。

#### カレンベルク採石場

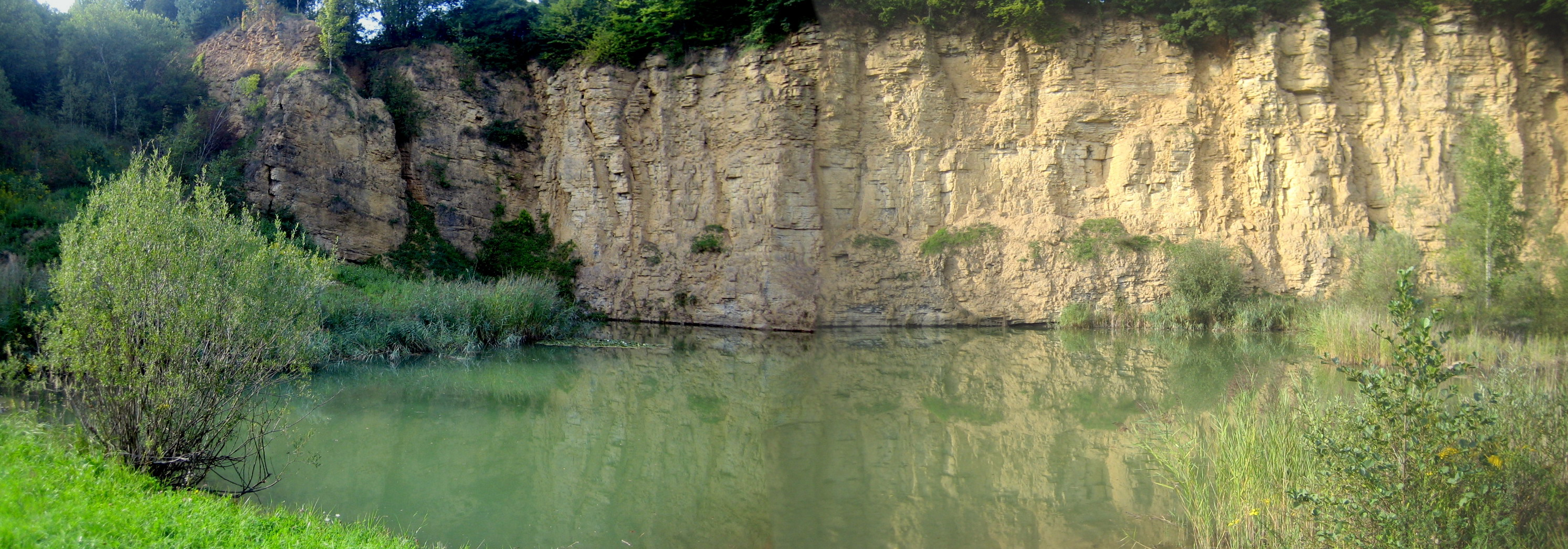
カレンベルク採石場跡

採石場の北東部はエプフェンバッハ川に接する。鉄道建設のために1861年に初めて石材が切り出された。1891年に石材はマンハイムのセメント業者に運ばれるようになり、鉄道建設・保守のバラストとして用いられた。石材採掘は1977年に停止され、広さ9.79ha、最も深いところで深さ30mの穴がカレンベルク湖として残された。ここに魚が放流された。ここには、湿地性および乾燥性のビオトープが保存されており、自然風致地区、後には自然保護区に指定された。町は、この土地を1984年に50万ドイツマルクで買い取った。この購入によって、バーデン＝ヴュルテンベルク自然保護基金から12万ドイツマルク、ネッカータール＝オーデンヴァルト自然公園から8万ドイツマルクの助成金が拠出され、南西ドイツ最大のキバラスズガエル棲息地が保護された。それ以前の所有者の採石場再開発計画はモトクロス場の建設であり、この棲息地は危機に瀕していたのであった。

### 隣接する市町村
エッシェルブロンに隣接する市町村は北から時計回りに、シュペヒバッハ、ナイデンシュタイン、ヴァイプシュタット、ツーツェンハウゼン、メッケスハイムである。

## 歴史
カールスルーエのルッツ監督下で1971年から1975年に行われた発掘で、カロリング時代のものと思われる農業入植地跡や杭上家屋の遺構が発見されている。

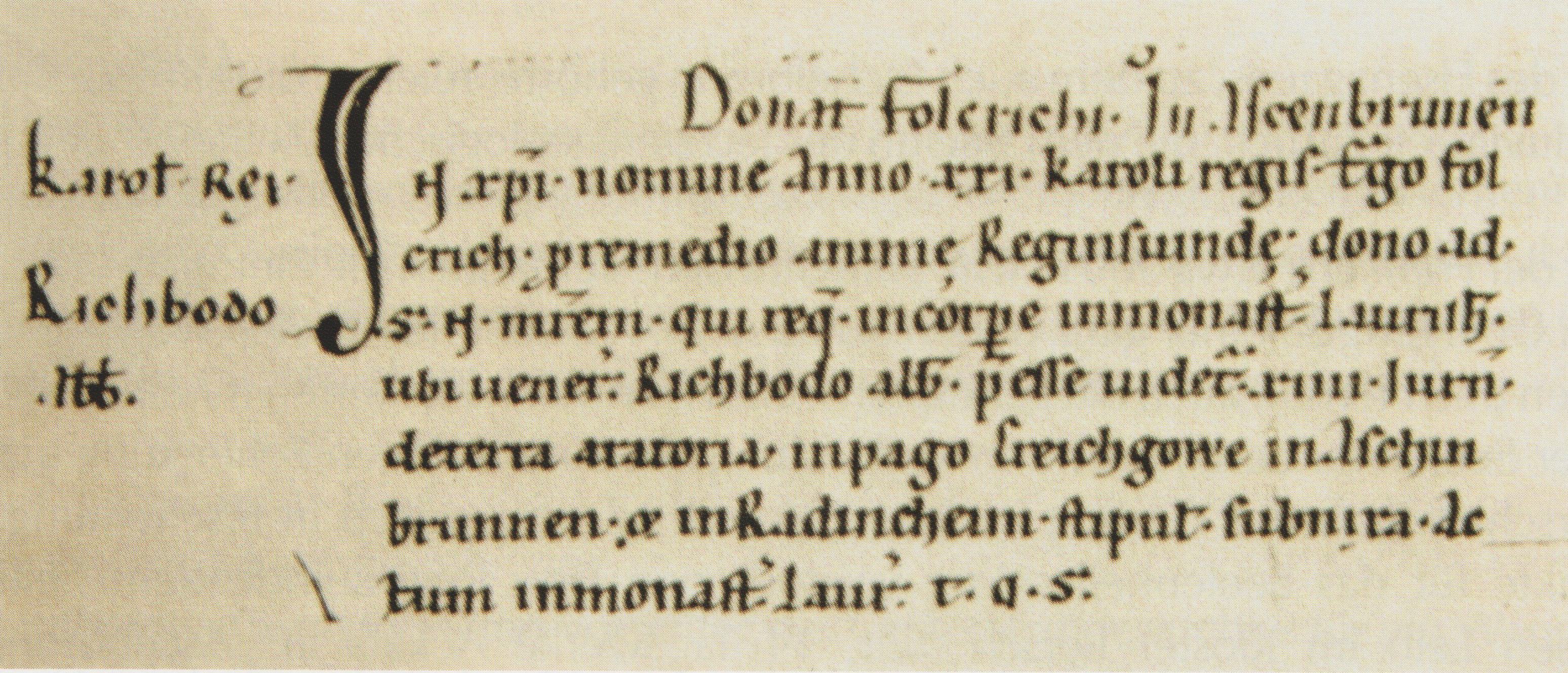
レーエン領主フォルクリヒの贈与証明書

初めて文献上に記録されたのは、ロルシュ修道院に保存されている788年から789年のレーエン領主フォルクリヒが妻のレギスフィンデが亡くなった直後に14ターゲヴェルク（47,726m2、ターゲヴェルクは1日に耕作できる広さを基準とする面積の単位）の土地を寄進した贈与証明書である。
1251年には領主のエッシェルブルン家が初めて記録されている。この人物はコンラート・フォン・デュレンの従士で、立会人として記録されている。現在の城址公園に木造の領主館が築かれ、1267年に木造の水城に、1375年に石造の城に拡充された。
13世紀の終わり頃、1290年前後にこの村はシュパイアー司教の所領となった。1320年または1325年からは城主がレーエン主となった。これ以後19世紀末まで領主権や所有権は、下級貴族の間で何度も貸し出され、分割や相続争いが何度も起きている。1526年に領主のヨアヒム・フォン・ゼッケンドルフによりルター派の信仰が持ち込まれた。この頃に、現在の場所に教会が初めて建造された。1555年、エッシェルブロンをクリストフ・フォン・ゼッケンドルフが相続した。1571年にクリストフは子どもを遺さずに亡くなり、このレーエンの正統な相続者がいなくなった。しかし、祖父の取り決めに基づき、シュパイアー司教本部への返納はなされず、クリストフ・フォンゼッケンドルフの3人の娘の相続者にもたらされた。エルツ家とシュタイナハ家は所領と統治権を違いに分配し合い、もう一派の異論にもかかわらず、およそ100年間、水城で共存し続けた。
1676年にこうした体制での相続者がいなくなり、相続争いが起こり、12年後にフェルス家が勝利した。しかしこの家門も1734年に断絶し、再び相続争いの末エーバーハルト・ディートリヒ・カプラー・フォン・エートハイムがこれを獲得したものの、8年後には統治権をカール・フィリップ・フォン・フェンニンゲンに売却した。その後37年間の彼の統治期間にわたって、この村の経営・資産状況は几帳面に記録が遺されている。後に「城」と呼ばれるようになる大農園を建設するため、カール・フィリップ・フォン・フェンニンゲンは、それまでに較べ過酷な夫役を課したため、住民の暴動を招いた。この暴動は、結局1763年に4人の暴動指導者がマンハイムの監獄に送られ、12人の竜騎兵と村の下級官吏が監視にあたった。カール・フィリップ・フォン・フェンニンゲンは、1797年8月27日に亡くなった。
1802年2月25日の帝国代表者会議主要決議によりフェンニンゲン家およびシュパイアー司教区はその独立性を失った。1803年エッシェルブロンは、バーデンに割り振られ、バーデン大公領となった。1807年からはオーバーアムト・ヴァイプシュタットに属し、1813年からはベツィルクスアムト・ジンスハイムに編入された。
1862年のバーデン・オーデンヴァルト鉄道の開通によって交通路が拡充されたことで、輸送効率が改良され、人口も871人（1852年）から1,024人（1873年）と増加した。エッシェルブロンが属すジンスハイム郡は1972年12月31日まで存続したが、その後ライン＝ネッカー郡に移行した。

### 村の名前
789年から時代とともに、8つの異なる名前が記録されている。元々の名前である Ascenbrunnenは、入植地の中央にあった井戸に由来する。

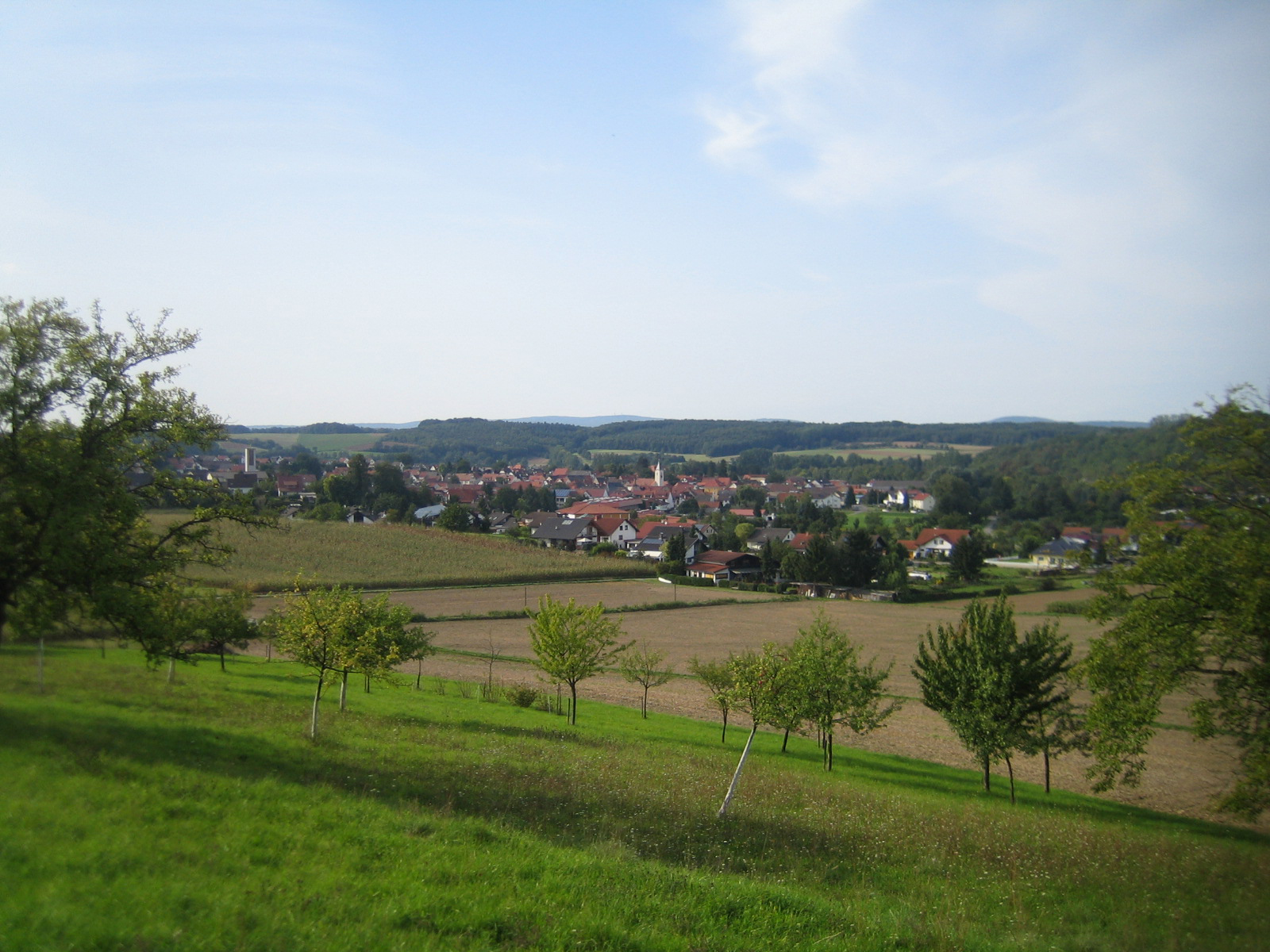
エッシェルブロン遠望

- 789年: Ascenbrunnen
- 1338年: Esschelbrunne
- 1349年: Eschelpruenne
- 1388年: Eschelbronnen
- 1496年: Eschelbron
- 1539年: Eschelbrunn
- 1550年: Eschelpron
- 18世紀以降: Eschelbronn

### 町域の拡大
エッシェルブロンは、元々、現在のシュロス広場付近にあたる最初の入植の西および北西側に造られた。マルクト広場が集落の中心をなしていた。戦後のドイツ東部からの放逐民などによる人口増加や、小家族用住宅需要の高まりに対する方策の一環として、1959年にランゲ・エッカー地区やミューレンヴェグ地区が造成された。1962年にはナイデンシュタイナー通り、ノイガッセ、シュロス通り、およびヴィーゼン通りが上水道とともに整備され、1966年にはランゲ・エッカー／エルプフェル地区が造成された。1973年には町長のディーター・ヤニッツァの指揮下でスポーツ・文化ホールが造られた。1974年には新たな住宅地ドゥルシュトビュッテン地区と、上水設備の拡充のためヴィーゼンベルクに高架水槽タンクが設けられた。1976年には産業道路が延長され、1988年までに隣接する森が伐採された。1977年には南東部にオッペンロッホ／ギュールン地区が拓かれた。さらに1980年にはランゲ・エッカー／シュライフィグライン地区が、1988年にゼーライン住宅地がこれに続いた。

### 洪水

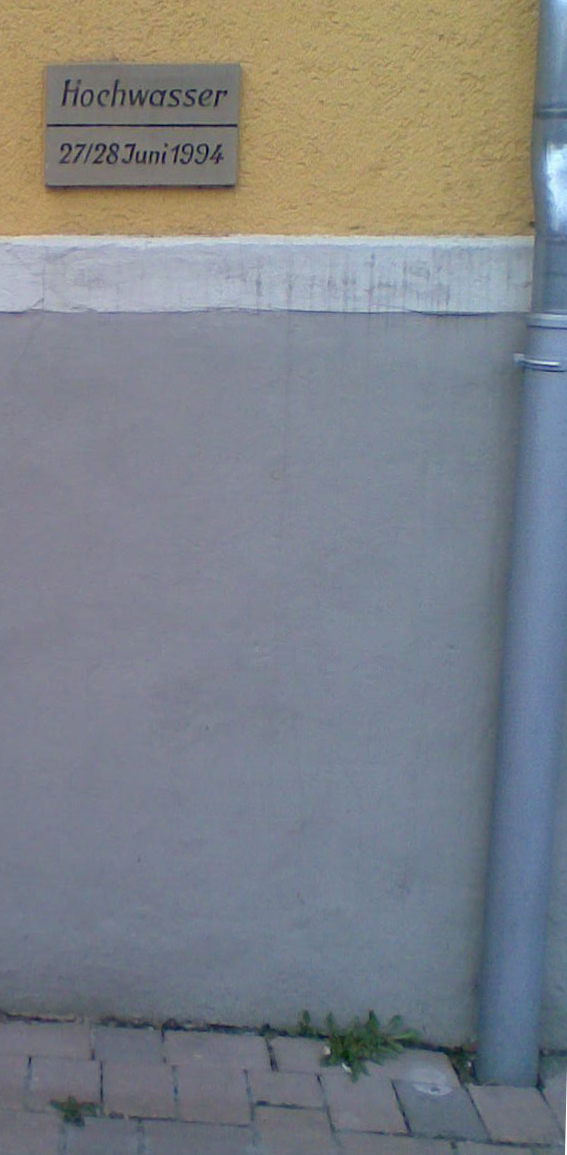
1994年の洪水時の水位票

エルゼンツ川やシュヴァルツバッハ川の水位が上がり、大規模な洪水が何度もエッシェルブロンを襲っている。たとえば、1862年、1891年、1921年、1952年などである。1956年3月の連邦議会選挙の日に起こった洪水については、ドイツ国内のみならず国外でも、手作りの筏に娘を乗せて漕いで投票に向かう男性が紹介された。
1994年6月26日から27日にかけての夜に激しい豪雨が降り、周辺河川の水位が上がり、産業道路からマルクト広場を経由してシュロスヴィーゼンシューレにいたる町の中心部が水に浸かった。3時間ほどの間に水位は、最高1.80mにまで達した。数時間のうちに水位は完全に元に戻ったが、甚大な物的被害と大量の泥が残された。
これに先立つ1993年12月にも大規模な洪水が起こっており、さらにこの後2002年3月にも起こっている。この立て続けに起こった百年に一度クラスの洪水による被害の合計は30万ドイツマルクに及んだ。こうした洪水に適切な予防措置を講じるべく、1997年4月25日にヴァイプシュタットに被害を受けた市町村が集まり、エルゼンツ川＝シュヴァルツバッハ川流域洪水対策同盟が結成され、いくつかの遊水地が設けられている。

|                                              | 1993年12月 | 1994年6月   | 2002年3月 |
| -------------------------------------------- | ---------- | ----------- | --------- |
| 降水量                                       |            |             |           |
| 期間                                         | 3 日       | 3 時間      | 3 日      |
| 降水量                                       | 約 140 mm  | 250 mm 未満 | 約 90 mm  |
| 河川流量                                     |            |             |           |
| シュヴァルツバッハ川のエッシェルブロン水位計 | 83.2 m³/s  | 138 m³/s    | 42 m³/s   |
| エルゼンツ川のメッケスハイム水位計           | 21 m³/s    | 24 m³/s     | 36.4 m³/s |

## 住民
約2,600人の住民が好んで『指物師』を自称するほどに家具製造が盛んである。『橋延ばし』という嘲笑的な別称は、エッシェルブロンの住民がシュヴァルツバッハ川に架けた木製の橋が短かったためこれを延ばそうとして両側から牛に引っ張らせたという民話に由来する。

### 宗教

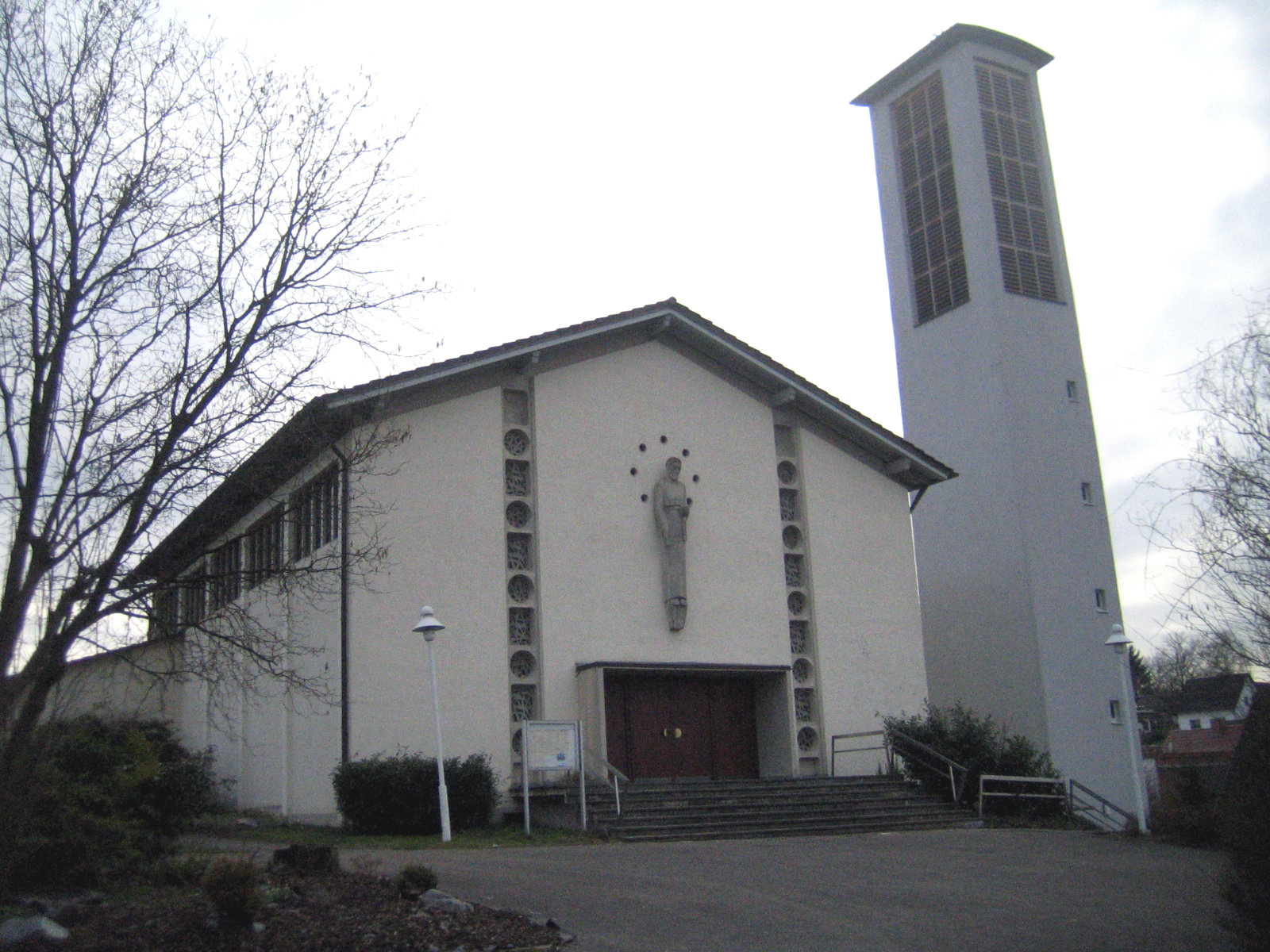
カトリック教会

プロテスタント教会の他、ヴァイプシュタット首席司祭区に属すカトリック教会や、1910年以降には新使徒教会の組織も存在する。
ローマ人によってこの地域はキリスト教化されたのだが、その後ゲルマン民族の侵出とともに大部分が衰退した。1526年には領主のヨアヒム・フォン・ゼッケンドルフによってルター派の信仰が定着した。1946年に多くのカトリック系住民が流入したが、現在もなおプロテスタントが主流である。教会税は1938年4月1日に正式に導入された。カトリックのミサは1946年から1958年までプロテスタント教会で執り行われていた。カトリック教会の建設は1957年5月19日に開始され、1958年8月31日に完成した。
1925年 - 1985年の宗派別信者数
|        | プロテスタント | カトリック | その他 |
| ------ | -------------- | ---------- | ------ |
| 1925年 | 1,039          | 17         | 79     |
| 1933年 | 1,147          | 16         | 54     |
| 1946年 | 1,280          | 674        | 63     |
| 1985年 | 1,380          | 712        | 183    |

## 行政

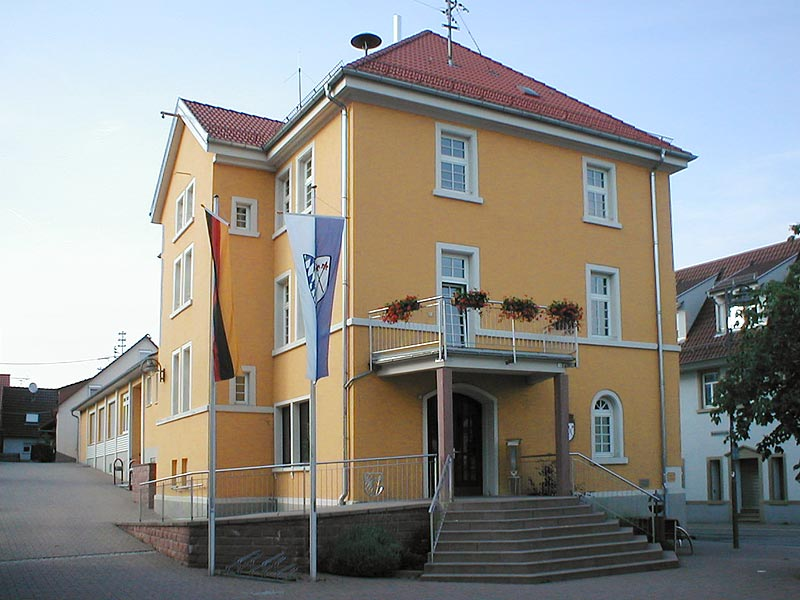
エッシェルブロンの町役場

### 議会
エッシェルブロンの議会は、12議席からなる。

### 首長
第二次世界大戦後の首長は以下の通り。
- 1945年: ゲオルク・アームレーダー（アメリカ占領軍により指名されたカールスルーエの言語学者）
- 1945年: アダム・ヴィンディッシュ
- 1945年 - 1948年: パウル・ショッホ
- 1948年 - 1954年: カール・フェルヒ
- 1954年3月1日 - 1970年6月30日: フィリップ・ディンケル
- 1970年8月1日 - 1991年9月15日: ディーター・ヤニッツァ
- 1991年11月1日 - 1999年3月31日: イュルゲン・グレーテル
- 1999年6月17日 - 2015年: フローリアン・バルダウフ
- 2015年 - : マルコ・ジージング

### 紋章
20世紀初めまで、エッシェルブロンに紋章はなく、単にEBのイニシャルの印章を用いていた。現在の紋章はバーデンのカールスルーエ文書局の紋章創設の枠組みに従って1901年に設けられた。紋章は左右二分割で向かって左にプファルツ選帝侯領メッケスハイム管区に因む青 - 白の菱形模様、向かって右はフェンニンゲン家に因む銀地に赤いユリ型頭の杖を2本斜めに組み合わせたデザインである。
町の旗は上下に分割で上部が白、下部が青である。上部の白地の左側に町の紋章が描かれている。この旗は、1954年11月13日から使われている。
エプフェンバッハ方面へ向かう州道549号線の橋の傍らにSiedlergemeinschaft Eschelbronnにより花でこの紋章の配色を模した植え込みが造られている。

## 経済

### 農業
農業は、本来この町の主な収入源であった。農家当たりの耕地面積は細分化されてゆき、小さな土地しか所有しなくなった農家は副業で生計を立てるようになっていった。
農家当たりの耕地面積の変化
|            | 1873年 | 1907年 | 1913年 |
| ---------- | ------ | ------ | ------ |
| 2 ha 未満  | 68     | 120    | 150    |
| 2 - 10 ha  | 79     | 85     | 73     |
| 10 - 20 ha | 14     | 2      | 1      |
| 合計       | 161    | 207    | 224    |

一時期ヤギの飼育が奨励された時期があり、餌の供給が確保されたこともあって盛んになったが、第二次世界大戦後に徐々に衰退していった。

### リンネル織り
元々、農家の副業として始まったリンネル織りは、徐々に発展を遂げ、18世紀から19世紀後半には主要な経済活動の一つになった。1860年のプロテスタント教会の名簿には35名の織工が記名されている。19世紀中頃には、共同の機織り機があり土地の者は誰でもこれを用いて織物を造ることが許されていた。毎年春になると都市部の商人が町に来て織物を買い占め、小売商に卸していた。工業化により大規模な卸業者が衰退した後は、織工自らが、訪問販売に行商して歩くこともあった。その後工業化が進み、安価な綿が輸入されるようになると、この町の手工業によるリンネル織りは、重要さを喪失していった。20世紀初めには9人の、そして1909年にはわずかに2人の織工が残るだけとなった。

### 家具造り

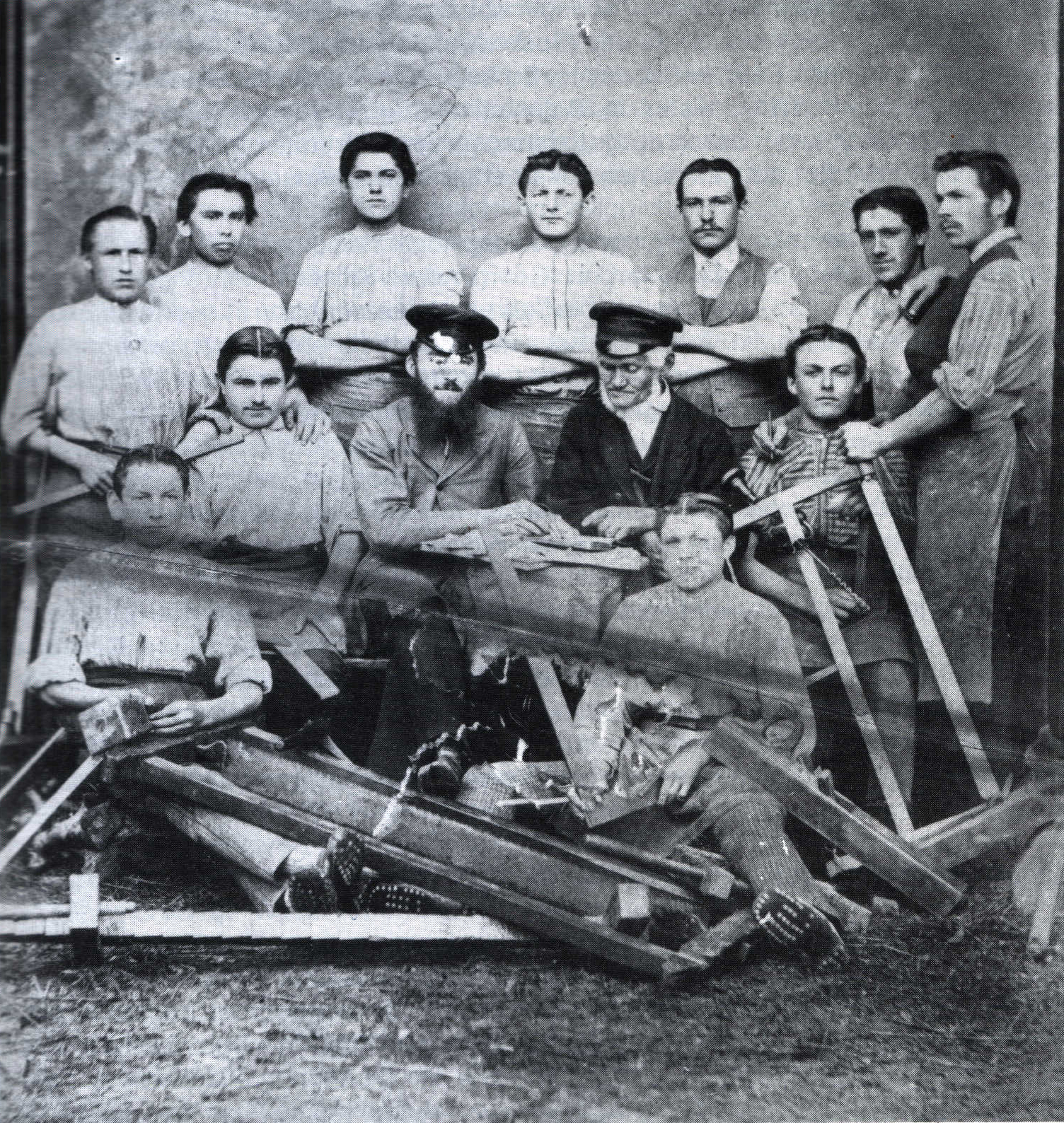
1882年のエッシェルブロンの家具職人達

教会の記録によれば、18世紀中頃から19世紀初めにかけては、アンドレアス・ヴォルフ（1748年 - 1802年）とヨハン・アダム・ブッチュバッヒャー（1761年 - 1832年）の2人が家具職人として記録されているのみである。家具職人のマイスターとしては、ヨハン・ゲオルク・ヴォルフ（1788年生まれ）とアンドレアス・シェーン（1782年 - 1861年）が最も古い記録である。1870年代になると2人の家具職人、ゲオルク・アダム・カイザーとヨハネス・ライマンが遍歴修行の成果をこの町に持ち帰った。カイザーは、ノイガッセ69番の父の工房でその能力を発揮した。ライマンは、オーバーガッセ156番に自分の工房を開いた。19世紀末には、徐々に家具職人が増え、この町は家具の町として周辺地域に知られるようになった。1925年、エッシェルブロンには1,135人の家具職人、54軒の家具工房があった。当時は周辺地域からの注文に基づく特注品製造であったが、世紀の変わり目頃に、まずは洋服箪笥から既製品のシリーズが始まった。1920年代には特に寝室家具シリーズに力が注がれた。1980年代のガイス社 (Geiß) では1日約20室分の寝室用家具が生産されていた。その後数は減ったものの、現在でもこの町にはいくつかの家具製造業者、家具工房、家具専門店がある。旧学校は家具博物館として使われている。

### 地元企業

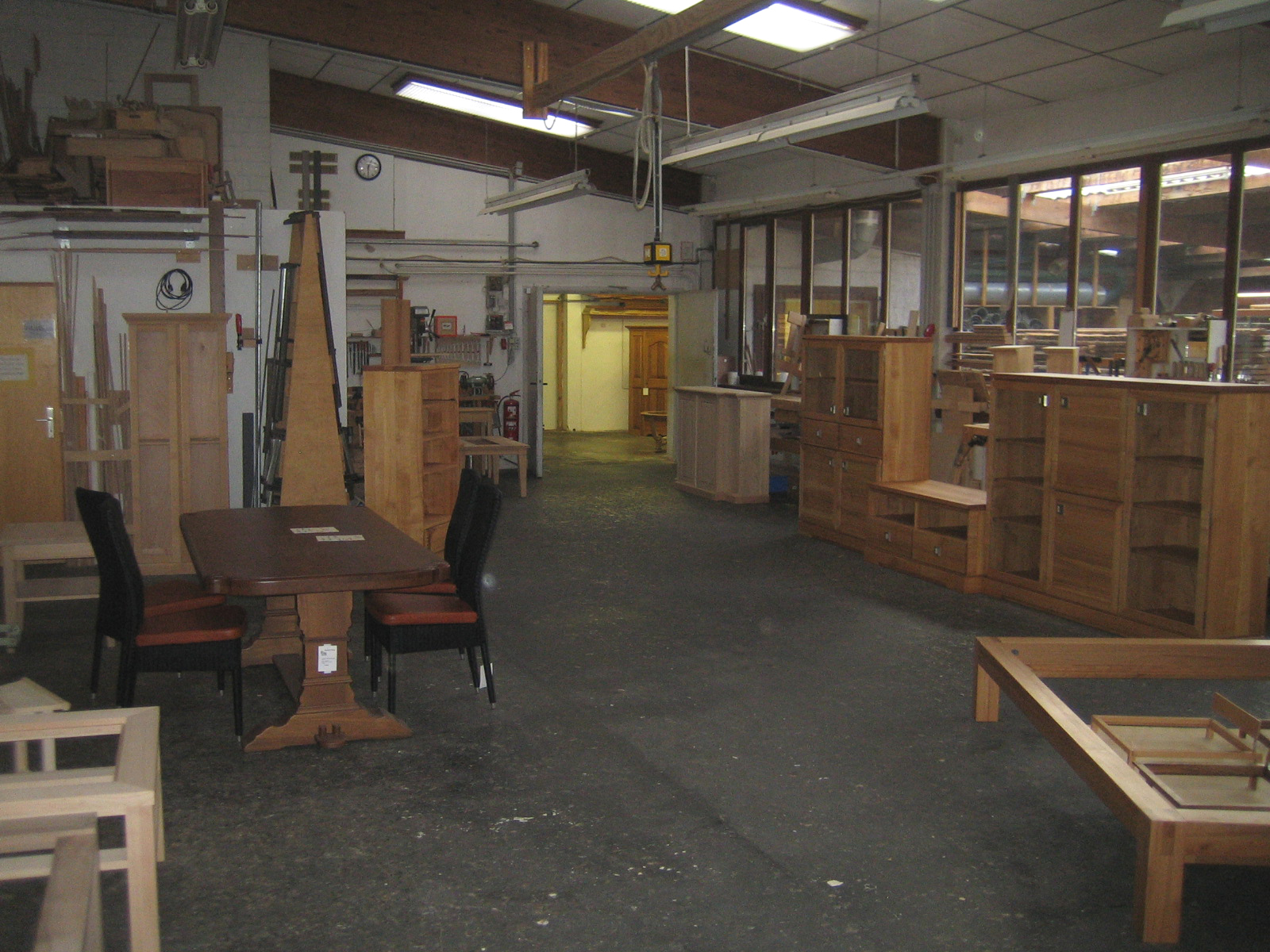
Amend社の家具倉庫

家具販売のAmend、Geiß、Streib、家具製造のRüdiger Vogel がエッシェルブロンのよく知られた企業である。1954年からはピアノ製造業者のベヒシュタインの工場が稼働している。

## 文化
1954年に「古い習俗の保存と観光の振興」のための Heimat- und Verkehrsvereinが発足した。この組織の活動内容は、特に、町の景観の美化、郷土文書館の設置、観光の振興、地方特有の建築物の保護や、町のサークル活動のコーディネイトなどである。さらには、冬送りの祝日のパレード、聖マルティンの日の教会祭やファンファーレの行進のオーガナイズも担当している。
エッシェルブロンでは、1902年にサイクリング協会が結成されたが、増加してきたオートバイのための組織は存在していない。1970年代の初めからエッシェルブロンではモータースポーツへの関心が高まってきている。1976年にPS-Rancherが発足して、ツィーゲルヒュッテンヴァルトでの聖霊降臨祭を開催している。

### 音楽

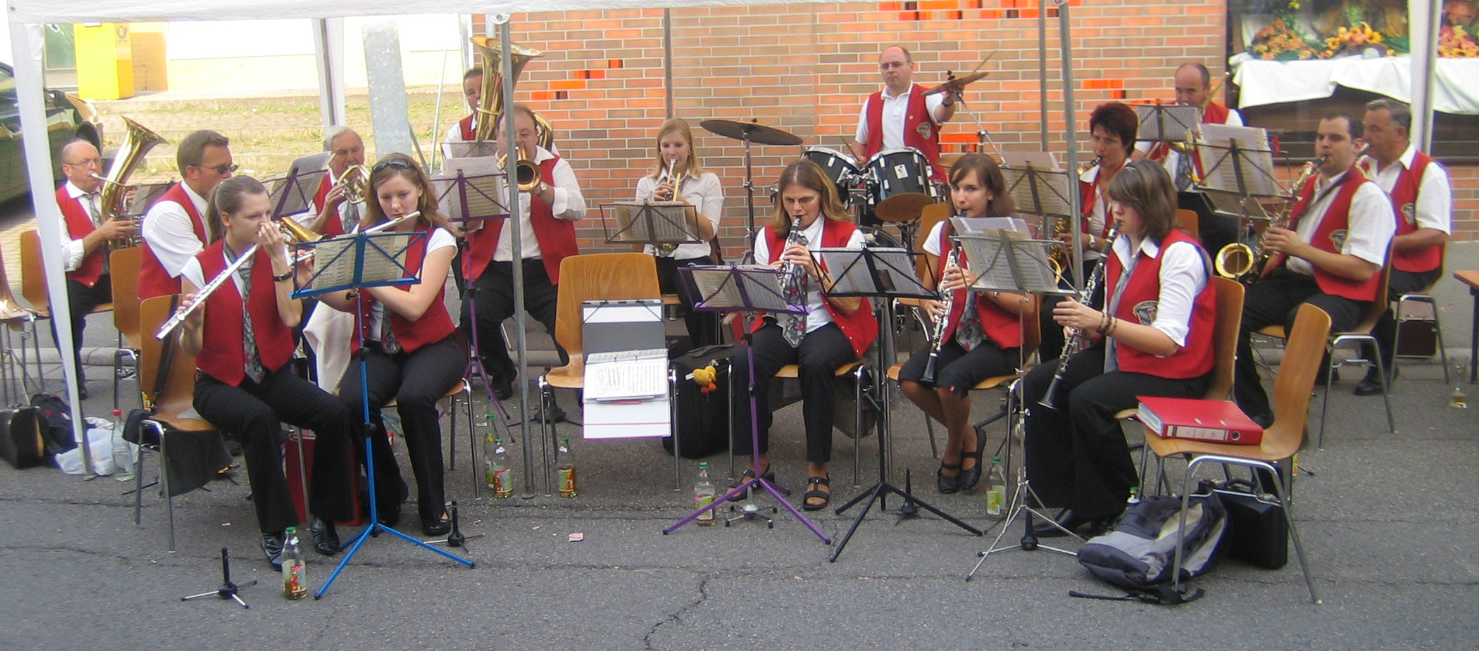
エッシェルブロン音楽クラブ（2006年）

エッシェルブロンでの音楽活動には、合唱クラブ、音楽クラブ、プロテスタントのトロンボーンアンサンブル、プロテスタントおよびカトリックの教会合唱団がある。
合唱クラブ Lyraは、1888年に男声合唱団として結成された。1983年からはウェールズの男声合唱団 Hogia'r D Dwylanと団員交換を行っている。
伝統的な、エッシェルブロン音楽クラブは、1960年に多くの住民が参加した映画製作の企画を開始した。
プロテスタントのトロンボーンアンサンブルは、水車小屋所有者のカール・ツィーゲルが1899年5月に組織し、1933年までは教会行事で演奏を行っていた。楽器は、ヒトラーユーゲントに挑発される前に音楽家に売却され、1939年6月28日にこのアンサンブルは正式に解散した。戦後、1947年9月19日に再結成された。1988年現在、このサークルには26人の吹奏楽員が所属している。
1946年12月1日にプロテスタント教会合唱団が発足する以前からすでに、旧幼稚園で町の合唱団が何十年も活動していた。プロテスタント教会の合唱団に次いで、1960年には23人の団員からなるカトリック教会合唱団も組織された。

### 演劇
1989年、町の1200年祭に、マーリーゼ・エヒナー＝クリングマンの指導下でアマチュア演劇グループ Sellemols Theaterleit'が方言による演劇作品「リンネル織りの町から家具造りの町へ」を上演した。この他の作品も地域の歴史に取材したものである。

### スポーツ
エッシェルブロンのスポーツクラブには、体操クラブ、FCエッシェルブロン、テニスクラブ、空手クラブ、卓球クラブ、射撃クラブ、スポーツフィッシングクラブがある。

### 年中行事

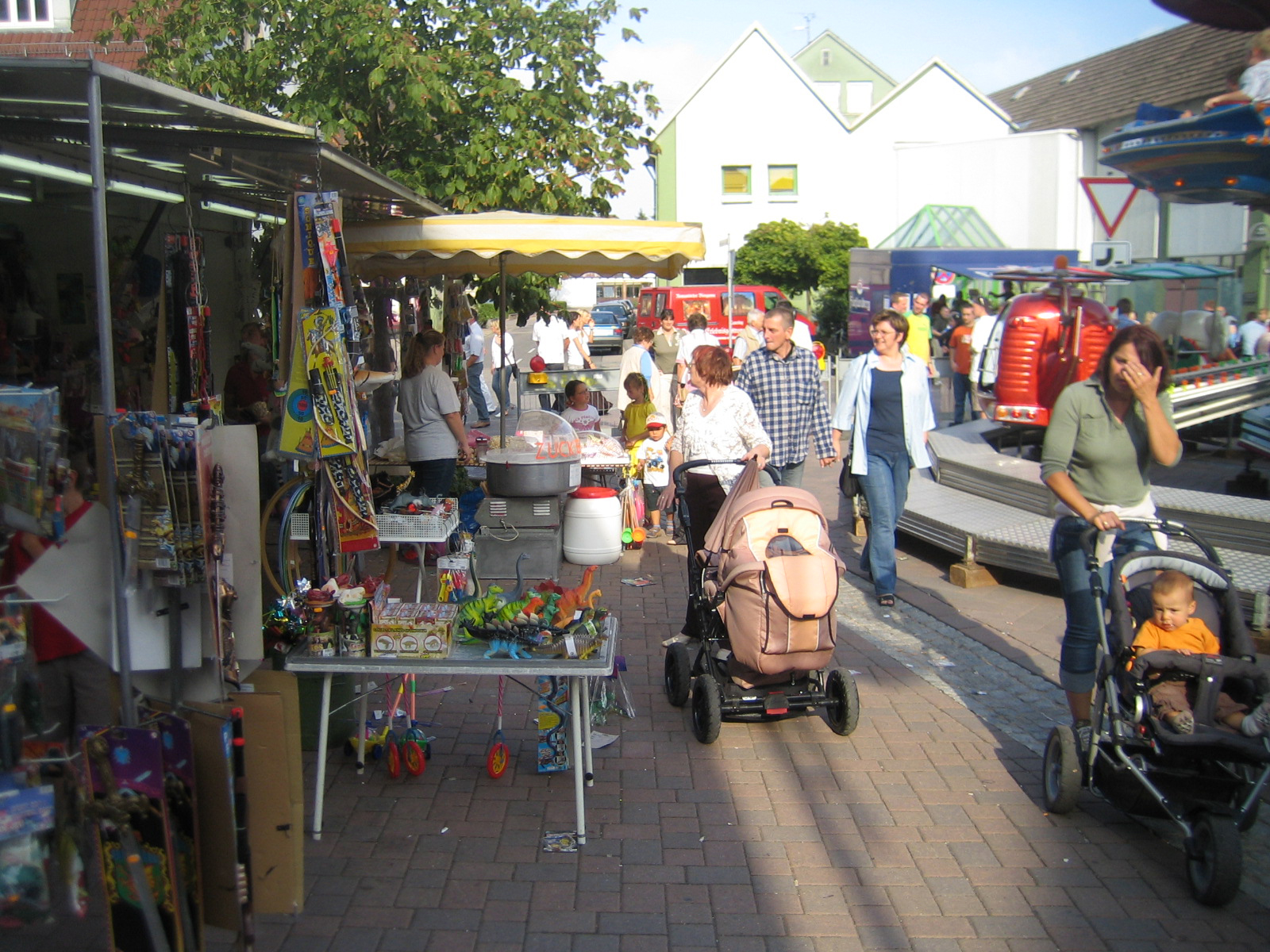
教会堂開基祭

毎年3月の第3週末に、いわゆる家具市が開催される。スポーツ文化ホールでは地元家具製造者の作品が展示される。工房、家具工場、家具店もこの週末には公開され、訪れた人に工芸技術を披露している。夏休み期間中には、子どもの自由研究プログラムの一環として様々な催しやワークショップが開催される。
エッシェルブロンの教会堂開基祭は毎年9月に開催される。この教会祭のパレードは1956年から Heimat- und Verkehrsvereinによって行われている。また、村の青少年会や有志による出店がでる。この他に毎年、冬送りの祝日のパレードや、スポーツフィッシングクラブ主催によるシュロス湖でのフィッシャーフェスト（釣り祭）が開催されている。

## 歴史的建造物

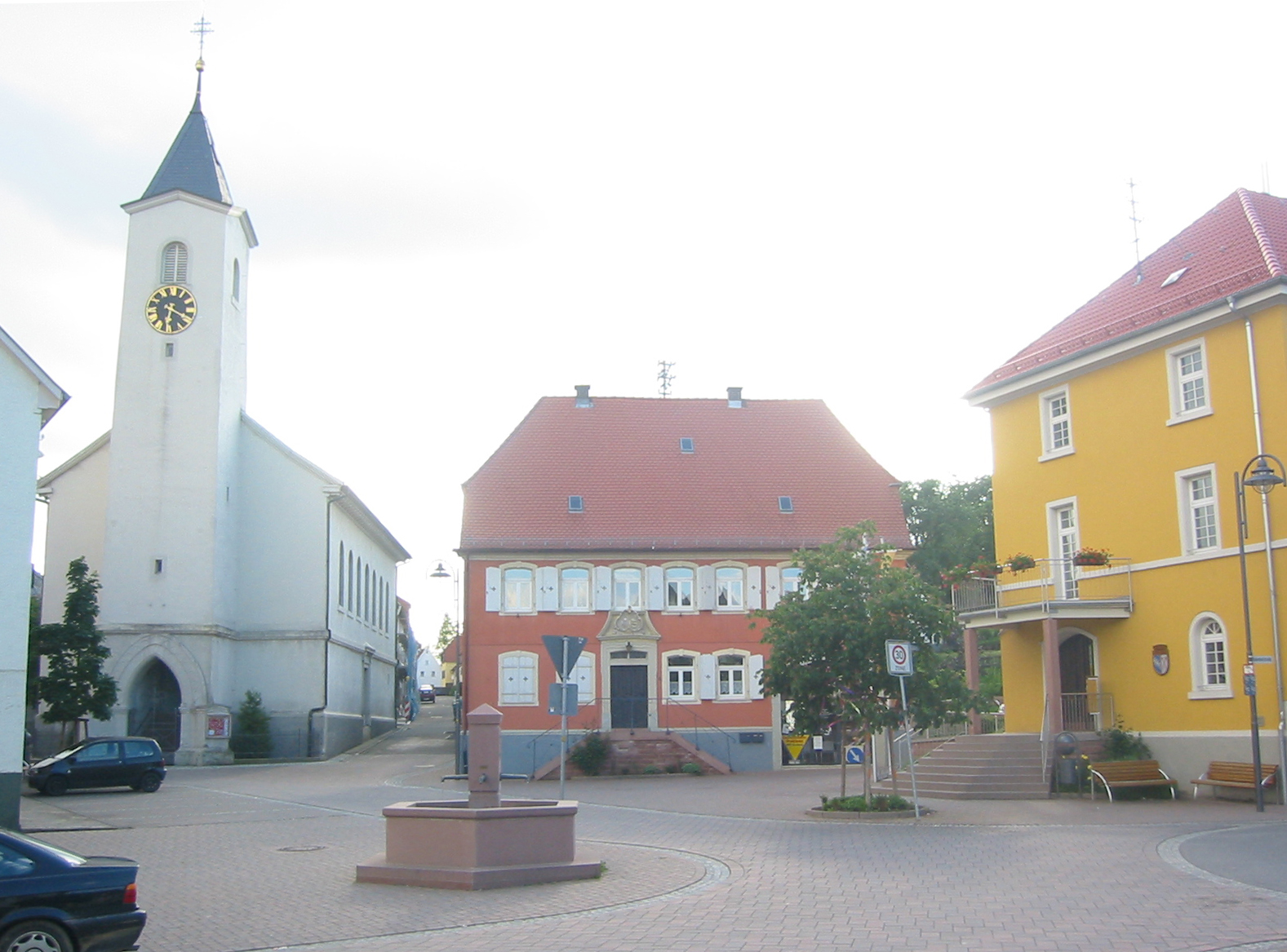
エッシェルブロンのマルクト広場。画面奥の建物は、左から、プロテスタント教会、旧牧師館、町役場。その前景、広場の中央に泉が見える。

### プロテスタント教会
マルクト広場に面した保護文化財のプロテスタント教会は1813年にヴァインブレンナー様式で建設された。1万ターラーにのぼった建設費の支払いについて、住民と領主であるフェンニンゲン家の間で法廷闘争が行われた。1921年に造られた3つの鐘のうち2つが第二次世界大戦の際に徴発され、砲弾や榴弾に使われた。1949年9月15日に新しい鐘が取りつけられ、10月30日に聖別された。1949年に最初の改修が行われ、1958年には電動式の鐘突機が設けられた。さらに1973年から1975年には暖房装置が装備され、天然石の床板、ベンチ、祭壇、洗礼盤、講壇が設けられた。内装はハイデルベルクの建築家ハンス・フィッシャー＝バルニコルによるもので、水色と黄土色に塗られている。1976年2月10日にシュタインメイヤー製の19レジスターの新しいオルガンが、1894年製の古いオルガンと交換された。この他に改修では、教会塔の屋根が交換され、南門へのスロープが設けられた。文化局は、窓枠についてもヴァインブレンナー様式特有のくすんだミネラルカラーに塗るよう要請している。こうした修復の総額は22万ドイツマルクに及ぶ。

### 町役場
マルクト広場に面した町役場は、1838年に町長ペーター・グラープの下で6,058帝国ターラーの予算をかけて建設された。建物は21世紀の初めに改修がなされ、ファサードの塗装と、階段の建設が行われた。2002年に町役場前にマロニエの木が植えられた。マルクト広場からの入り口に階段が設けられるまでは入り口の前に飲用の泉があった。2004年にマルクト広場に6角形の泉が造られた。この泉は砂岩でできており、4つの吐出口を持つ。中央の柱には鉋が刻まれている。

### 旧校舎

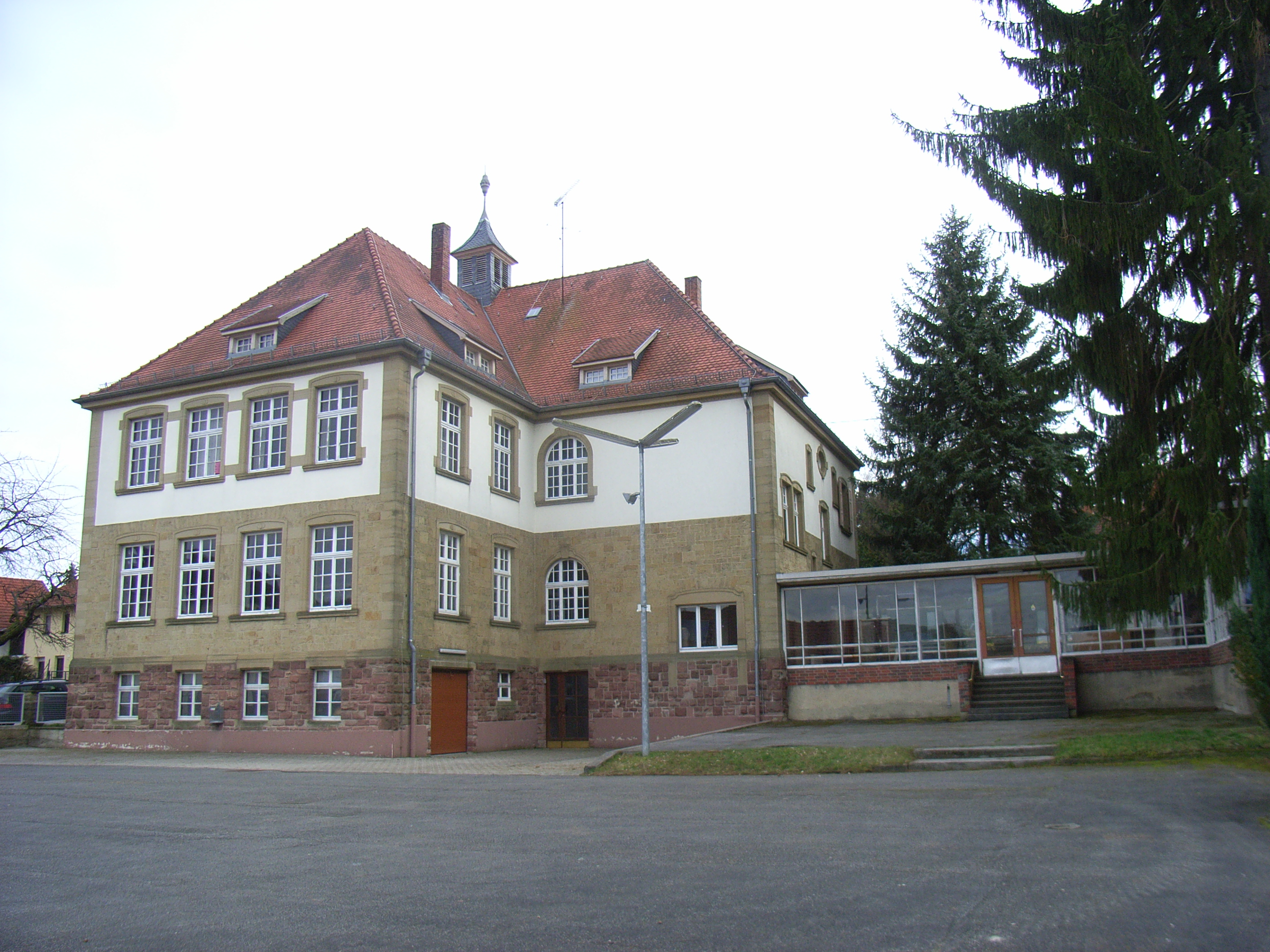
旧校舎

旧校舎は、1911年に建設され、1989年まで学校として使われていた建物である。1965年に本教育課程が旧家具製造専門学校に移転した後は、基礎課程の授業だけが行われていた。1994年の水害後の一時期には幼稚園として使われたこともあった。現在は、エッシェルブロン家具博物館となっている。

### 木組み建築
オーバーシュトラーセ12番地の木組み建築は、1630年、三十年戦争の時代に建てられた、エッシェルブロンに現存する最も古い家屋である。この建物は、エッシェルブロンのリンネル織り職人の典型的な家であり、1階には3台の機が置かれている。町にはこの他にも多くの木組み建築が遺されている。

### 旧牧師館
旧牧師館も見応えのある建築物の一つである。この建物は1783年にフェニンゲン家の出資で建設され、そのため入り口の上にその紋章が掲げられている。建物は、1972年に売却された。新しい牧師館は、ナイデンシュタイナー通りにある。

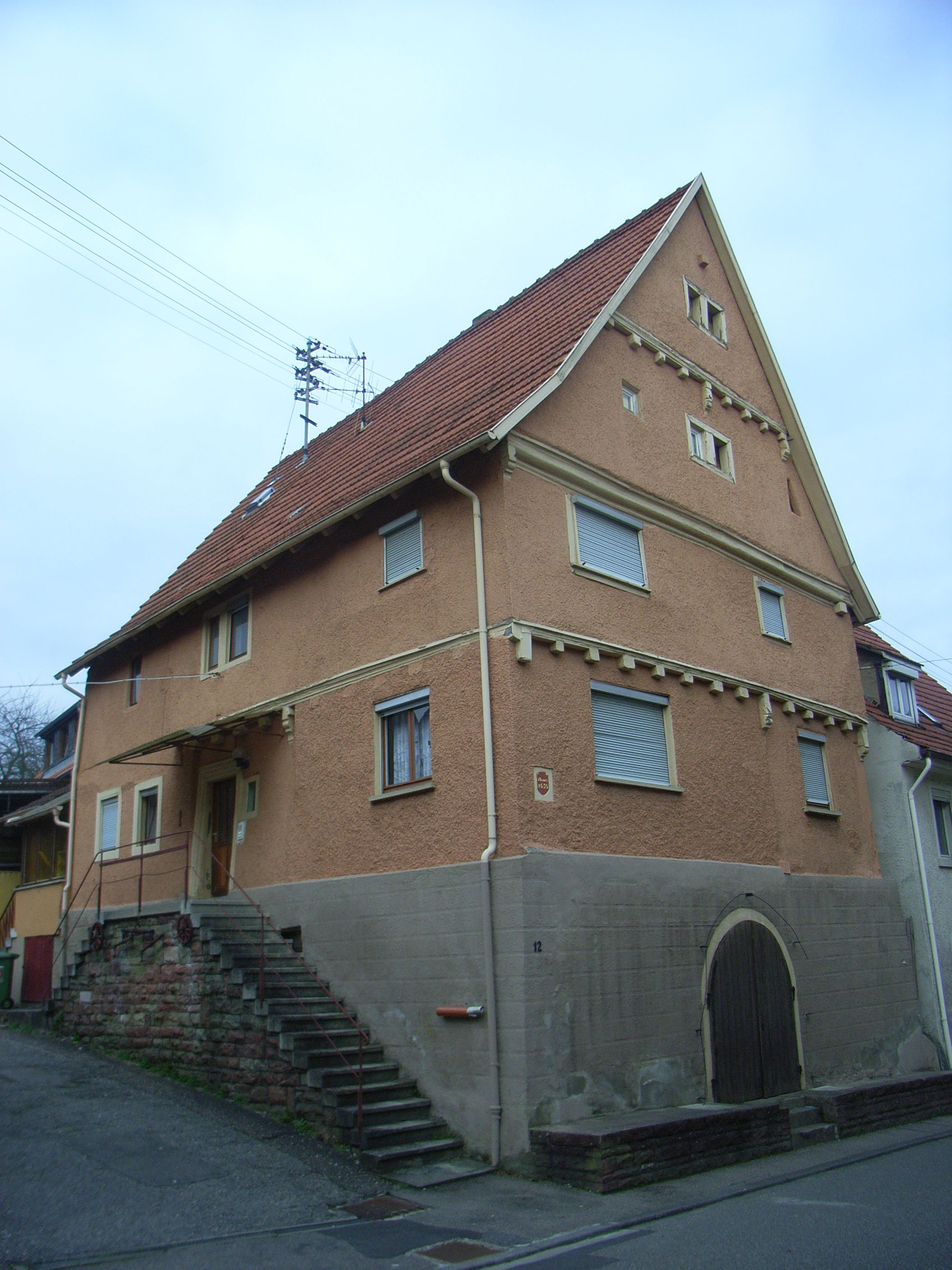
オーバーシュトラーセ12番地の家
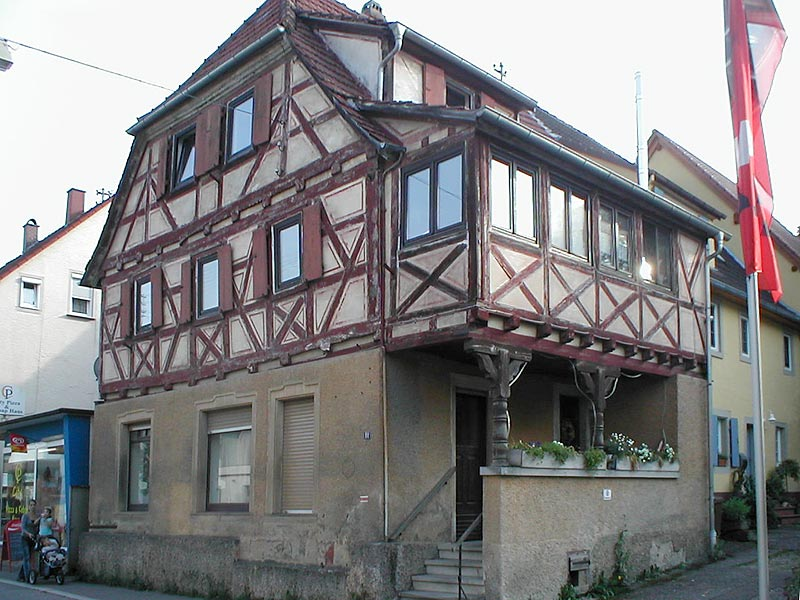
エッシェルブロンに遺る古い木組み建築
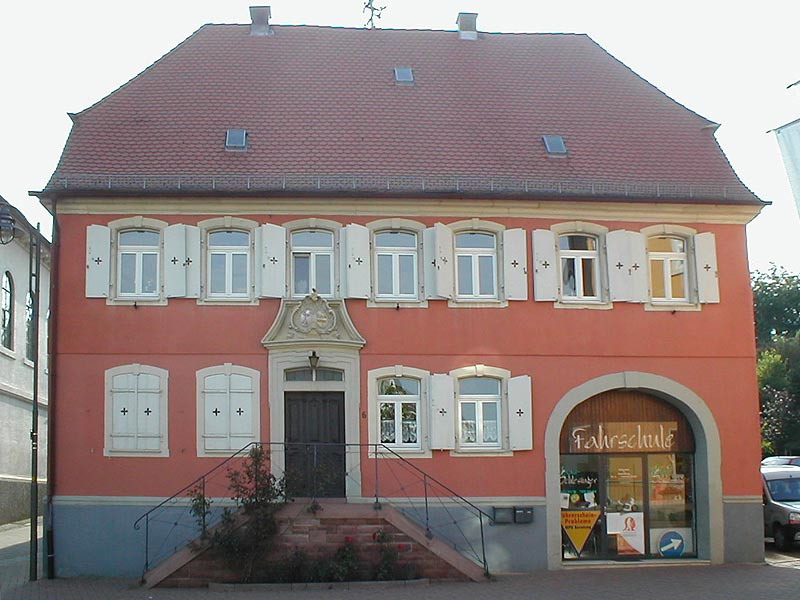
旧牧師館

### 水城
シュロスハレ建設に先立ち、1971年から1975年に行われたバーデン＝ヴュルテンベルク州文化庁による発掘調査は、当時のバーデン＝ヴュルテンベルク州で最大規模の発掘調査であった。この調査で様々な時代の遺物が出土し、この城の800年間の変化が解明されてきた。

### 城館
いわゆるシュロス（城館）は、水城の跡にカール・フィリップ・フォン・フェンニンゲンが建設したもので、その跡地は現在もシュロスプラッツ（城趾広場）と呼ばれている。その名に反して、現在では飾り気のない食堂があるのみである。その領域は15モルゲン（広さの単位。地域や時代で広さには違いがあるが、バーデン地方では1モルゲン=約3.6m2）以上で、2棟の居館、大きな納屋、豚舎、ワイン貯蔵庫や池があった。これに加えて城館の敷地には、約150モルゲンの農場、28モルゲンの放牧地、2モルゲンのブドウ畑、3モルゲンの庭園、42モルゲンの森林が含まれた。この城館は何世紀もの間フェンニンゲン家の所有であり、村の領主館であった。フェンニンゲン家がアイヒタースハイム（現 アンゲルバッハタール）の城に住むようになった後は、何代にもわたってシュトライプ家に貸与されていた。スポーツ文化ホール建造のため、町はこの土地を買収し、1960年代の終わりには大がかりな修復が必要な状態になっていた建物を撤去し、1974年にスポーツ文化ホール（シュロスハレ）を建設した。

### シューマンの水車
シューマンの水車（あるいは単に「古い水車」ともいう）は、エプフェンバッハ川に遺る3つの水車のうち最も大きくて古いものである。エプフェンバッハ川がシュヴァルツバッハ川に注ぐ河口に近い、エッシェルブロン、メッケスハイム、エプフェンバッハの三叉路に面して何世紀もの間建っている。これは共同耕作地の水車であった。ディルスベルク管区の水車台帳によれば、元々は16世紀に、土着貴族で代官のヨハン・フリードリヒ・ヘルン・ツ・エルツと村長のハンス・プライカーによって建設された。この水車小屋は、まず有名な粉挽きのミヒェル・シュッツのものとなった。その遺産目録によれば、1711年にハンス・ゲオルク・シューマンが新しい所有者となった。18世紀に所有権はフェンニンゲン家に移されたが、その運営は相続レーエンとして、何世代もの間シューマン家に任されていた。この相続レーエンとしての使用権は1852年8月に廃止された。
第二次世界大戦中、この水車小屋は国防軍の粉挽きに利用された。1956年または1957年に粉挽きはその業務を停止し、水車小屋は町が73,500ドイツマルクで購入した。

### 記念板

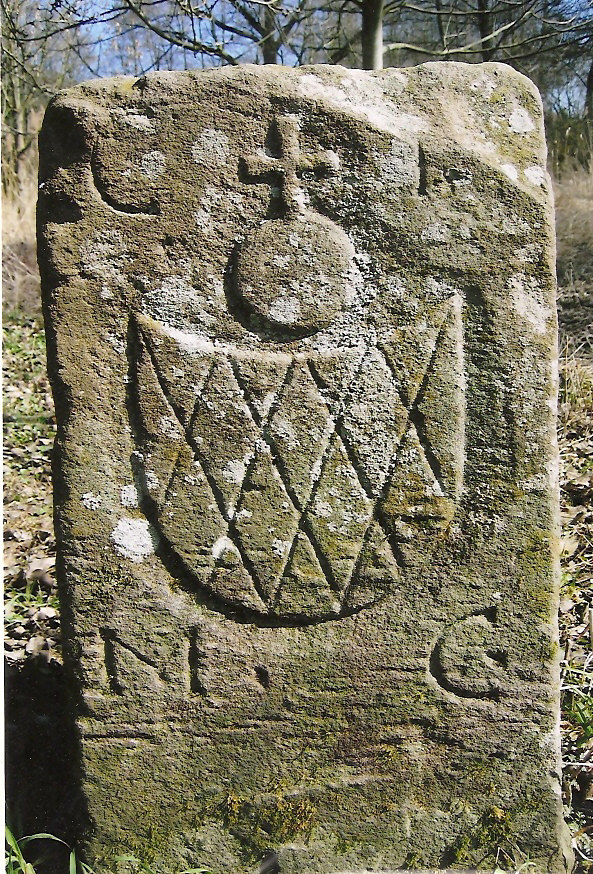
1780年に建てられた境界の標石

1886年にマルクト広場に戦争記念板が設置された。これは1870年から71年のフランスとの戦いに勝利したのを記念したものである。これは後にバーンホフ通り（駅前通り）の消防署に取りつけられ、さらに現在ではライヒェンハレ近くの墓地に、第一次大戦、第二次大戦の戦没者記念板とともに設置されている。第一次大戦の戦没兵記念板はさらにプロテスタント教会にも取りつけられている。墓地には、中国での活動で知られる宣教師ゲオルク・ツィーゲルの記念板が、彼とその妻ヨハンナの墓の上に取りつけられている。ツィーゲルは1907年にバーゼル福音派宣教会の総長となり、ハイデルベルク大学神学部の名誉博士号を授かった人物である。記念板は1997年にヴィルフリート・ヴォルフによって設置された。
ベットヴェグの傍らに「アルト・リンデ」（老菩提樹）と呼ばれる木がある。この木はおそらく1850年以前に植えられたものである。その横には、近隣の集落への距離を記した里程標が建てられており、ここが1862年まで重要な交差点であったことを示している。ここからは、「橋延ばし」の民話の題材になったシュヴァルツバッハ川の橋もほど近い。
エッシェルブロン周辺には、他の集落との境界を示す標石が多く建てられている。特に1750年から1834年にかけては境界の標石が多く建てられたが、1851年にバーデンが新たに測量を行い、これらは用をなさなくなった。標石に刻まれたCPとMCは、プファルツ選帝侯領とメッケスハイマー・ツェントを示している。この他に、帝国宝珠とメッケスハイマー・ツェントの菱形、背面にはフェンニンゲン家の紋章が刻まれている。

## 交通
エッシェルブロンは、州道549号線沿いに位置し、アウトバーンA6号線のラウエンベルク・インターチェンジとジンスハイム・インターチェンジの間の区間が近くを走っている。1862年からはシュヴァルツバッハタール鉄道（メッケスハイム - アグラスターハウゼン）が開通している。この鉄道は、シュタインスフルト - エッピンゲン区間とともに2009年までに電化され、ラインネッカーSバーン網に接続する予定である。これにより、ハイデルベルクやマンハイムに乗り換えなしでアクセスできるようになる。

## 引用
1. ↑  Statistisches Landesamt Baden-Württemberg – Bevölkerung nach Nationalität und Geschlecht am 31. Dezember 2023 (CSV-Datei)
2. ↑  エッシェルブロンの歴史
3. ↑  エルゼンツ川＝シュヴァルツバッハ川流域洪水対策同盟
4. ↑  『橋延ばし』のニックネームの由来
5. ↑  リンネル織りの町エッシェルブロン
6. ↑  家具の町への道程
7. ↑  Sellemols Theaterleit'